# Lijst van emirs van Qatar
De Emir van Qatar is de vorst, staatshoofd en Opperbevelhebber van Qatar. Het is de belangrijkste positie binnen het land en deze absolute monarchie. De Emirs zijn lid van het Huis Thani dat afstamt van een van de grootste stammen op het Arabische Schiereiland, de Banū Tamīm.  
Sinds 25 juni 2013 is Tamim bin Hamad al-Thani de Emir van Quatar.

## Lijst van emirs
Voor de onafhankelijkheid in 1971 werd het staatshoofd van Qatar benoemd met de titel hakim. Ze kregen ook de eretitel sjeik. Sinds de onafhankelijkheid in 1971 werd Qatar een emiraat. Sindsdien draagt het staatshoofd de titel van emir alsook de eretitel van sjeik.

### Hakims van Quatar (1847–1971)
| Monarch                                                      | Monarch                        | Regeerperiode    | Regeerperiode                              |
| ------------------------------------------------------------ | ------------------------------ | ---------------- | ------------------------------------------ |
| Sheikh Mohammed bin Thani محمد بن ثاني                       | 1788 – 18 december 1878        | 1847             | 18 december 1878                           |
| Sheikh Jassim bin Mohammed Al Thani جاسم بن محمد آل ثاني     | 1825 – 17 juli 1913            | 18 December 1878 | 1898 (afgetreden)                          |
| Sheikh Ahmed bin Muhammed Al Thani أحمد بن محمد بن ثاني      | 1853–1905                      | 1898             | 1905                                       |
| Sheikh Jassim bin Mohammed Al Than جاسم بن محمد آل ثاني      | 1825 – 17 juli 1913            | 1905             | 17 juli 1913                               |
| Sheikh Abdullah bin Jassim Al Thani عبد الله بن جاسم آل ثاني | 1880 – 25 april 1957           | 17 juli 1913     | 20 augustus 1949 (afgetreden)              |
| Sheikh Ali bin Abdullah Al Thani علي بن عبد الله آل ثاني     | 5 juni 1895 – 31 augustus 1974 | 20 augustus 1949 | 24 oktober 1960 (afgetreden)               |
| Sheikh Ahmad bin Ali Al Thani أحمد بن علي آل ثاني            | 1922 – 25 november 1977        | 24 oktober 1960  | 3 september 1971 (aanpassing van de titel) |

### Emirs van Qatar (1971-heden)
| Monarch                                                | Monarch                             | Regeerperiode    | Regeerperiode              |
| ------------------------------------------------------ | ----------------------------------- | ---------------- | -------------------------- |
| Sheikh Ahmad bin Ali Al Thani أحمد بن علي آل ثاني      | 1922 – 25 november 1977             | 3 september 1971 | 22 februari 1972 (afgezet) |
| Sheikh Khalifa bin Hamad Al Thani خليفة بن حمد آل ثاني | 17 september 1932 – 23 oktober 2016 | 22 februari 1972 | 27 juni 1995 (afgezet)     |
| Sheikh Hamad bin Khalifa Al Thani حمد بن خليفة آل ثاني | 1 januari 1952                      | 27 juni 1995     | 25 juni 2013 (afgetreden)  |
| Sheikh Tamim bin Hamad Al Thani تميم بن حمد آل ثاني    | 3 juni 1980                         | 25 juni 2013     | heden                      |

## Opvolging
Sinds 2005 staat er in de grondwet van Qatar dat de opvolging erfelijk is binnen de afstammelingen van Hamad bin Khalifa al-Thani. De volgorde van de opvolging wordt wel zelf bepaald binnen de familie Thani.
De huidige Emir werd in 2003 aangewezen als troonopvolger nadat zijn broer zijn rechten op de troon had opgezegd.